# Megobaralipton
Megobaralipton es un género de escarabajos longicornios de la tribu Aegosomatini. Fue descrito por Lepesme y Breuning en 1952.

## Especies
- Megobaralipton bicoloripes (Ritsema, 1881)
- Megobaralipton granuliferum (Lansberge, 1887)
- Megobaralipton itohi Komiya, 2002
- Megobaralipton kalimantanum (Komiya & Makihara, 2001)
- Megobaralipton lansbergei (Lameere, 1909)
- Megobaralipton mandibulare (Fairmaire, 1899)
- Megobaralipton mindanaonis (Hüdepohl, 1987)
- Megobaralipton suturale (Fisher, 1935)